# SARK
SARK, geborene Susan Ariel Rainbow Kennedy (* 1954) ist eine US-amerikanische Malerin und Autorin zahlreicher Selbsthilfebücher.

## Leben
Seit 1992 lebt SARK in San Francisco. Neben ihrer Arbeit als Künstlerin schuf sie 1989 einen illustrierten Text („How to be an artist“), der schnell zum Verkaufsschlager wurde.
Dieser Text wird in Deutschland fälschlicherweise oft Joseph Beuys in der deutschen Übersetzung „Jeder Mensch ist ein Künstler“, „Anleitung zum guten Leben“, „Lebe!“ oder „Lass dich fallen“ zugeschrieben.
Dieser Text war der Anfang einer Reihe von zahlreichen Büchern, die SARK von 1991 bis 2010 in einer Gesamtauflage von über 2 Millionen Exemplaren schrieb und von denen es fünf in die nationale Bestsellerliste der USA schafften.

## Werke
- A Creative Companion: How to Free Your Creative Spirit. Celestial Arts, Berkeley 1991, ISBN 0-89087-651-7.
- Inspiration Sandwich: Stories to Inspire Our Creative Freedom. Celestial Arts, Berkeley 1992, ISBN 0-89087-678-9.
- Living Juicy: Daily Morsels for Your Creative Soul. Celestial Arts, Berkeley 1994, ISBN 0-89087-703-3.
- Succulent Wild Woman: Dancing with Your Wonder-full Self! Fireside Books, New York 1997, ISBN 0-684-83376-X.
- The Bodacious Book of Succulence: Daring to Live Your Succulent Wild Life. Fireside Books, New York 1998, ISBN 0-684-83377-8.
- Change Your Life without Getting out of Bed: The Ultimate Nap Book. Simon & Schuster, New York 1999, ISBN 0-684-85930-0.
- Transformation Soup: Healing for the Splendidly Imperfect. Simon & Schuster, New York 2000, ISBN 0-684-85976-9.
- Eat Mangoes Naked: Finding Pleasure Everywhere and Dancing with the Pits! Fireside Books, New York 2001, ISBN 0-684-85977-7.
- Prosperity Pie: How to Relax About Money and Everything Else. Fireside Books, New York 2002, ISBN 0-7432-2920-7.
- Make Your Creative Dreams Real: A Plan for Procrastinators, Perfectionists, Busy People, Avoiders, and People Who Would Really Rather Sleep All Day. Simon & Schuster, New York 2004, ISBN 0-7432-2921-5.
- SARK's New Creative Companion: Ways To Free Your Creative Spirit. Celestial Arts, Berkeley, Calif 2005, ISBN 1-58761-234-8.
- Fabulous Friendship Festival: Loving Wildly, Learning Deeply, Living Fully with Our Friends. Three Rivers Press, New York 2007, ISBN 0-307-34169-0.
- Juicy Pens, Thirsty Paper: Gifting the World with Your Words and Stories, and Creating the Time and Energy to Actually Do It. Three Rivers Press, New York 2008, ISBN 0-307-34170-4.
- Glad No Matter What: Transforming Loss and Change into Gift and Opportunity. New World Library, Novato 2010, ISBN 1-57731-935-4.

Auf Deutsch erschienen
- Starke, wilde Frauen (Deutsch von Elisabeth Liebl), Verlag Droemer Knaur, 1999, ISBN 978-3426290644.
- Lebenslust, Verlag Droemer Knaur, 2000, ISBN 978-3426666333.